# Барташовка
Барташовка (в низовьях — Сычовка) — река в России, протекает по Вагайскому району Тюменской области. Длина реки составляет 17 км.
Начинается в болоте к югу от деревни Катангуй, течёт в западном направлении мима озера Барташово через пихтово-берёзовый лес. Впадает в озеро Петраковское, лежащее у деревни Луговой, соединённое рекой Исток со старицей Иртыша.
Основной приток — речка Малая — впадает слева.

## Данные водного реестра
По данным государственного водного реестра России относится к Иртышскому бассейновому округу, водохозяйственный участок реки — Иртыш от впадения реки Ишим до впадения реки Тобол, речной подбассейн реки — бассейны притоков Иртыша от Ишима до Тобола. Речной бассейн реки — Иртыш.
Код объекта в государственном водном реестре — 14010400112115300012380.